# Alexander, hertig av Württemberg
Alexander, hertig av Württemberg född 9 september 1804 i Sankt Petersburg, död 4 juli 1885 i Steiermark, Österrike, var far till prins Franz av Teck och farfar till Adolphus av Teck, 1:e markis av Cambridge och drottning Mary av Storbritannien, maka till kung George V.

## Biografi
Alexanders far var hertig Ludwig av Württemberg, bror till kung Fredrik I av Württemberg och kejsarinnan Maria Feodorovna av Ryssland. Hans mor var Henrietta av Nassau-Weilburg, barnbarns barn till Georg II av Storbritannien genom hans äldsta dotter Anna av England.
1835 gifte han sig morganatiskt i Wien med en ungersk grevinna, Claudine Rhédey von Kis-Rhéde (1812-1841), med vilken han fick tre barn: Claudine, Franz och Amalia. Hans fru erhöll rang som grevinna von Hohenstein; enligt dåtidens regler om morganatiska äktenskap fick gemensamma barn moderns titel från födseln, de hade ingen bördsrätt till kunglig status eller arv genom fadern. Således fick parets barn titlarna greve eller grevinna von Hohenstein.  Claudine von Hohenstein dog i en olycka vid en trupprevy 1841 och Alexander blev då kroniskt psykiskt instabil.
Kung Wilhelm I av Württemberg gav 1863 parets barn titlarna prins och prinsessor av Teck och 1871 utnämnde den senare kungen Karl I av Württemberg prins Franz till hertig av Teck, fem år efter hans äktenskap med prinsessan Mary Adelaide av Cambridge. Prins Alexanders döttrar fick dock ingen ny status utan fick behålla titlarna prinsessor av Teck. Hertigdömet Teck var sedan gammalt en titel med adelsvärdighet i kungariket Württemberg.